# Crisis de legitimación

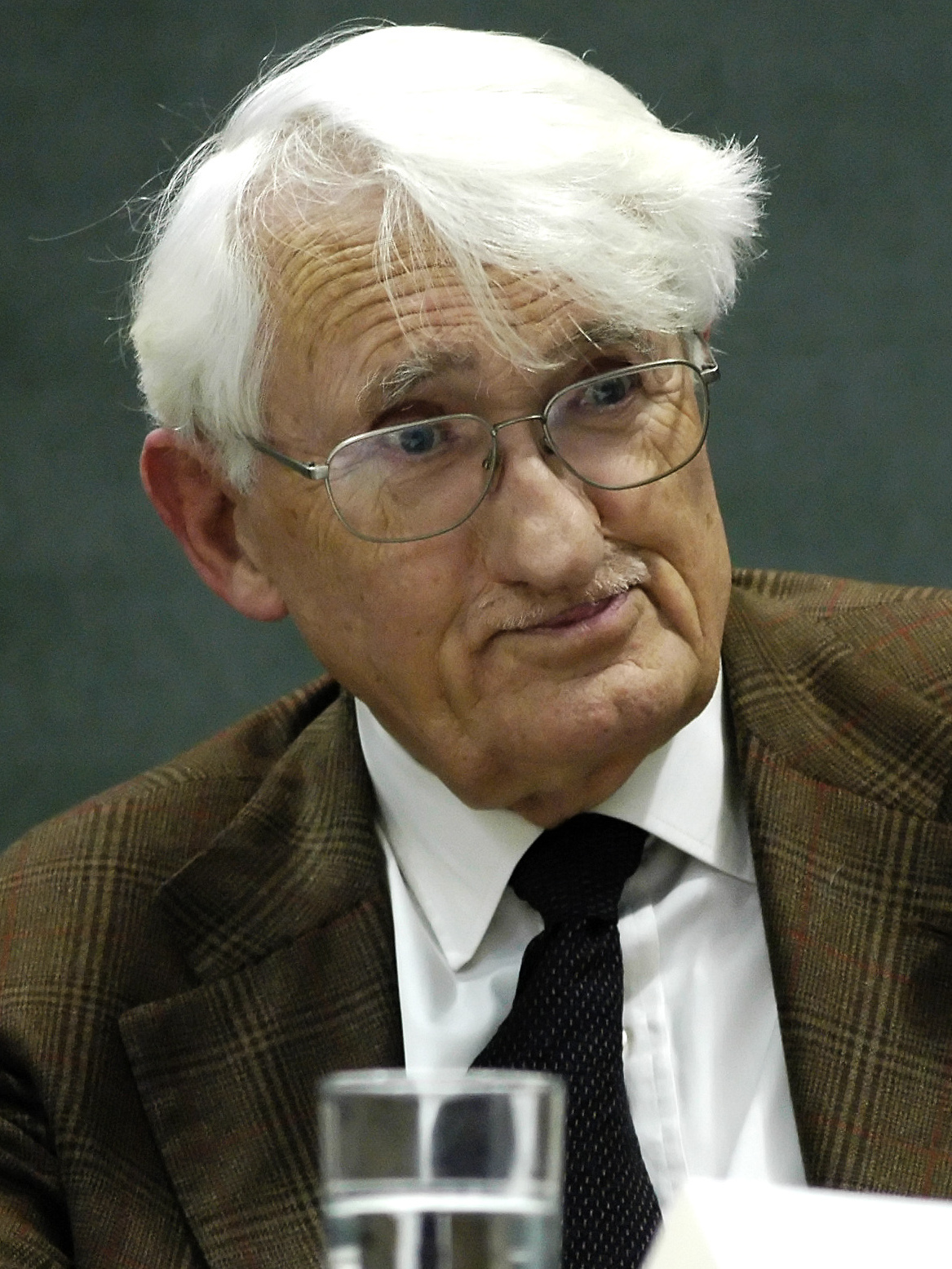
Juergen Habermas

La crisis de legitimación se refiere a una disminución en la confianza en las funciones administrativas, en las instituciones, o en el liderazgo. El término fue introducido por primera vez en 1973 por Jürgen Habermas, un sociólogo alemán y filósofo. Habermas ha ampliado el concepto, alegando que, con una crisis de legitimación, una institución o una organización no tiene la capacidad administrativa para mantener o crear estructuras eficaces en el logro de sus metas finales. El término en sí se ha generalizado por otros investigadores para referirse no sólo a la esfera de la política, sino a los ámbitos de organización y de estructuras institucionales. Si bien no hay unanimidad entre los científicos sociales cuando afirman que una crisis de legitimación existe, de una manera predominante la medición de una crisis de legitimación es considerar las actitudes del público hacia la organización en cuestión.

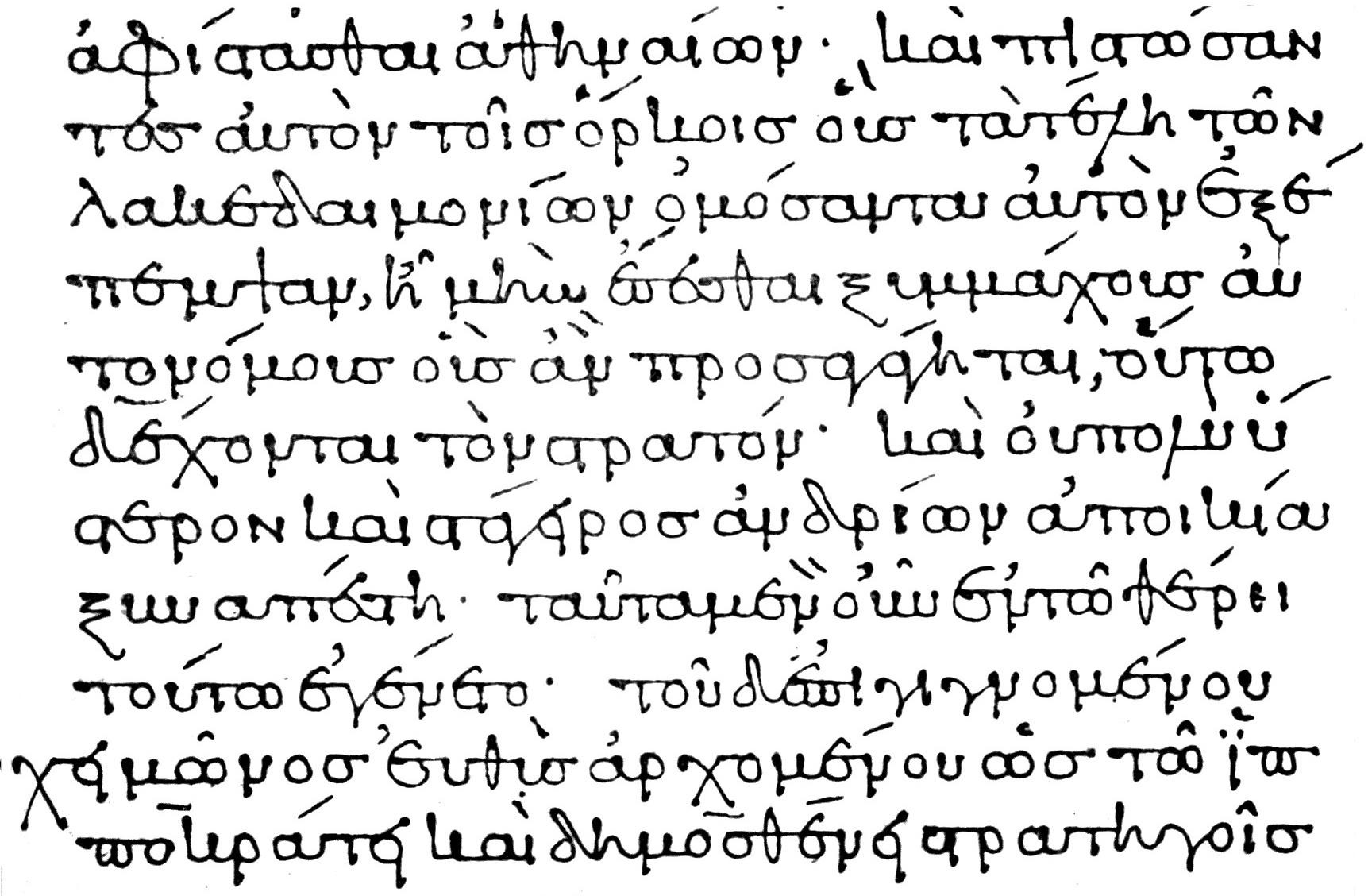
Un manuscrito de Tucídides', que según Morris Zelditch fue una de las primeras personas en escribir acerca de una teoría de la legitimación en el 423 a.C.

## Legitimidad

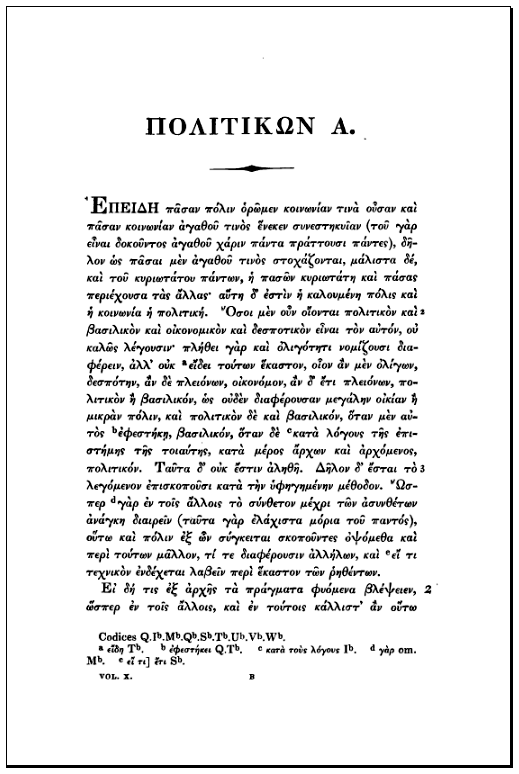
Primera página de la obra de Aristóteles, Política ca. 335-323 a.C.

Con respecto a la teoría política, se percibe que un estado es legítimo cuando sus ciudadanos lo consideran en posesión y ejercicio del poder político. Si bien el término existe más allá del ámbito político, ya que abarca la sociología, la filosofía y la psicología, a menudo se hace referencia a la legitimidad con respecto a los actores, las instituciones y los órdenes políticos que constituyen el estado. En otras palabras, los actores, las instituciones y los órdenes sociales pueden considerarse legítimos o ilegítimos. Cuando los actores políticos participan en el proceso de legitimación, persiguen la legitimidad para sí mismos o para otra institución. [3] Según Morris Zelditch, Jr., Profesor Emérito de Sociología en Stanford, las teorías de la legitimidad abarcan 24 siglos, comenzando con la Historia de la Guerra del Peloponeso de Tucídides.

## Teorías de la legitimidad clásicas

### Aristóteles
Algunos de los primeros relatos de legitimidad provienen del pensamiento griego temprano. Aristóteles se preocupa principalmente por la estabilidad del gobierno. Si bien argumenta que la legitimidad del gobierno se basa en el constitucionalismo y el consentimiento, postula que la estabilidad política se basa en la legitimidad de las recompensas. En su libro Política, Aristóteles argumenta que las formas en que se distribuyen las recompensas se encuentran dentro de la política, y la justicia distributiva (la distribución adecuada de las recompensas según el mérito) es lo que hace que un gobierno sea estable. Cuando hay injusticia distributiva, por otro lado, el gobierno se vuelve inestable.
También preocupado por la equidad y la distinción entre constituciones correctas e incorrectas, Aristóteles basa la legitimidad en el estado de derecho, el consentimiento voluntario y el interés público. Si bien la teoría de la distribución de recompensas y la legitimidad de las constituciones de Aristóteles se refieren a la legitimación, la primera enfatiza la aceptación por parte de los actores de que las recompensas son justas, mientras que la segunda se ocupa de la aceptación de una "obligación moral de obedecer un sistema de poder".

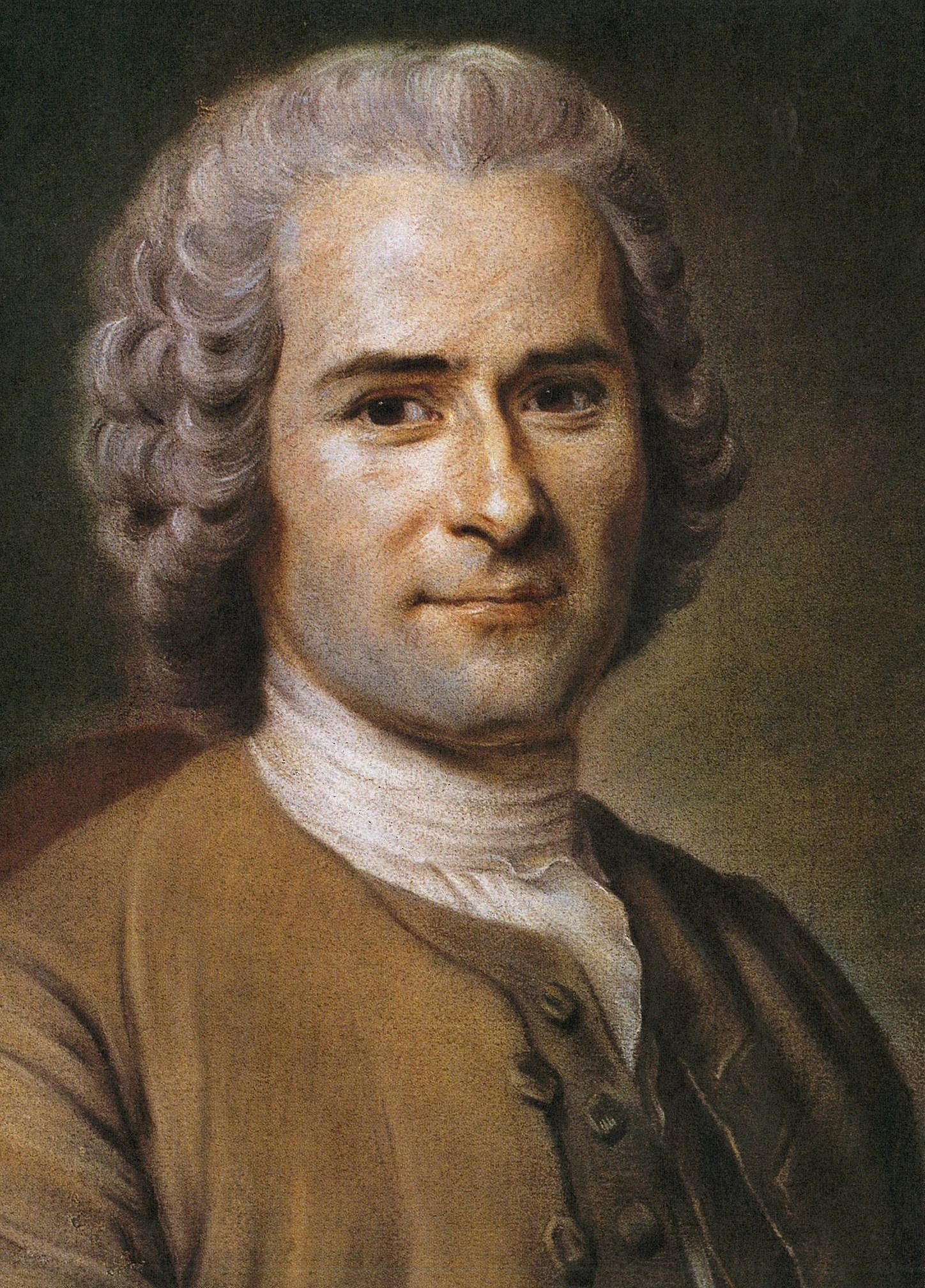
Jean-Jacques Rousseau

### Jean-Jacques Rousseau
Planteado con más detalle en El Contrato Social, Rousseau insiste en que la legitimidad del gobierno depende de la "voluntad general" de sus ciudadanos. La voluntad general en sí misma es el interés común de todos los ciudadanos de proveer para el bien común de todos, en oposición a los intereses individuales. Las personas que expresan esta voluntad general, según Rousseau, son aquellas que han ingresado consensualmente en una sociedad civil. Sin embargo, el consentimiento implícito no es suficiente para la legitimidad política; más bien, requiere la participación activa de los ciudadanos en la justificación de las leyes del estado, a través de la voluntad general del pueblo. Debido a que la legitimidad descansa en la voluntad general del pueblo, Rousseau cree que el gobierno popular es legítimo, mientras que la tiranía y el despotismo son ilegítimos.

### Max Weber

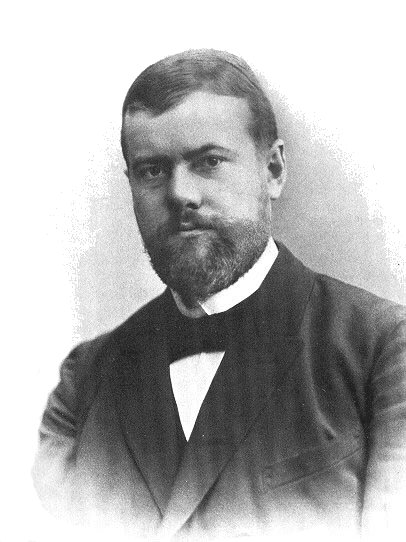
Max Weber 1894

Según Max Weber, un régimen político es legítimo cuando los ciudadanos tienen fe en ese sistema. En su libro, The Theory of Social and Economic Organization, Weber amplía esta idea cuando escribe que "la base de todo sistema de autoridad, y correspondientemente de toda clase de voluntad de obedecer, es una creencia en virtud de la cual a las personas ejercer la autoridad les presta prestigio". Weber proporciona tres fuentes principales de gobierno legítimo: tradicional (siempre ha sido así), racional-legal (confianza en la legalidad) y carismático (fe en el gobernante). Sin embargo, como explica Weber en su libro Economía y sociedad, estas formas ideales de legitimidad siempre se superpondrán necesariamente. El ejemplo que Weber da es el de la autoridad legal. La legalidad es en parte tradicional, ya que está "establecida". y habitual." Argumenta que debido a la presencia de la autoridad legítima y la forma en que la autoridad legítima estructura la sociedad, los ciudadanos que no comparten la creencia de esta legitimidad todavía tienen incentivos para actuar como si lo hicieran.

## Teoría de la legitimidad de Mark C. Suchman
En su libro de 1995, Managing Legitimacy: Strategic and Institutional Approaches, Suchman define la legitimidad como "una percepción o suposición generalizada de que las acciones de una entidad son deseables y apropiadas dentro de un sistema de normas, valores, creencias y definiciones socialmente construidas". Luego puntualiza esta definición, afirmando que debido a que la legitimidad es conferida socialmente, la legitimidad es independiente de los participantes individuales, mientras que depende del electorado colectivo. En otras palabras, una organización es legítima cuando goza de aprobación pública, aunque las acciones de una organización pueden desviarse de intereses particulares. Suchman establece tres tipos de legitimidad: legitimidad pragmática, legitimidad moral y legitimidad cognitiva.

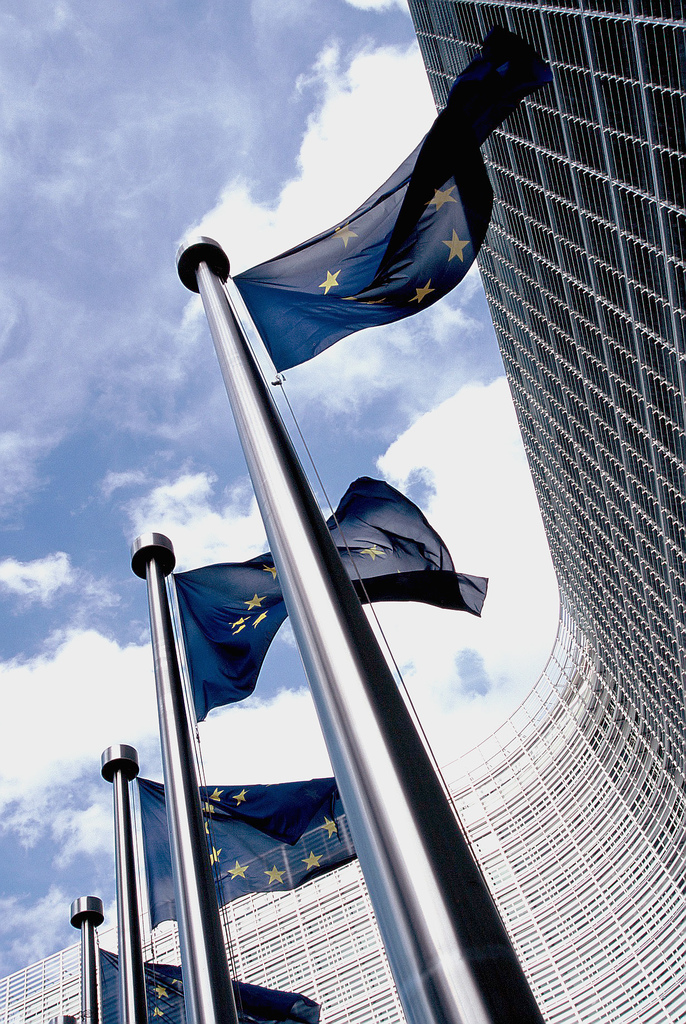
Unión Europea

### Legitimidad pragmática
La legitimidad pragmática se basa en los intereses propios de las circunscripciones de una organización, en las cuales el electorado analiza las acciones y los comportamientos tomados por la organización para determinar sus efectos. Esto se subdivide en tres subsecciones: legitimidad de intercambio, legitimidad de influencia y legitimidad de disposición. 
Suchman define la legitimidad de intercambio como el apoyo para las políticas de la organización debido al beneficio de la política para los electores. 
La legitimidad de influencia es el apoyo para la organización no debido a los beneficios que los electores creen que van a recibir, sino más bien debido a su creencia de que la organización responderá a sus intereses más amplios.
La legitimidad de disposición se define como el apoyo a una organización debido a los buenos atributos que los electores creen que la organización tiene, como fiable, decente o sabia. Esto se debe al hecho de que las personas suelen personificar a las organizaciones y las caracterizan como autónomas.

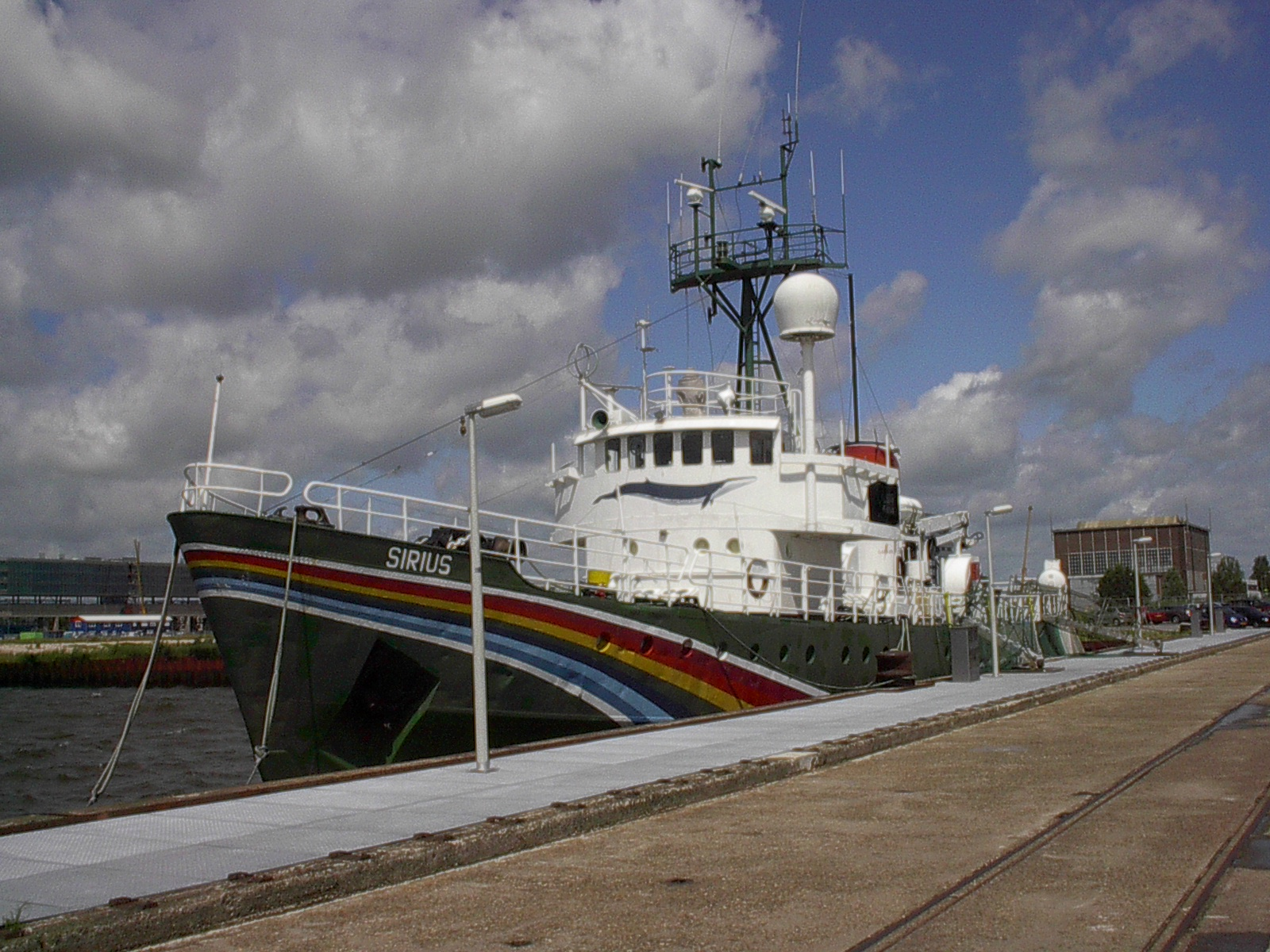
Greenpeace

### Legitimidad moral

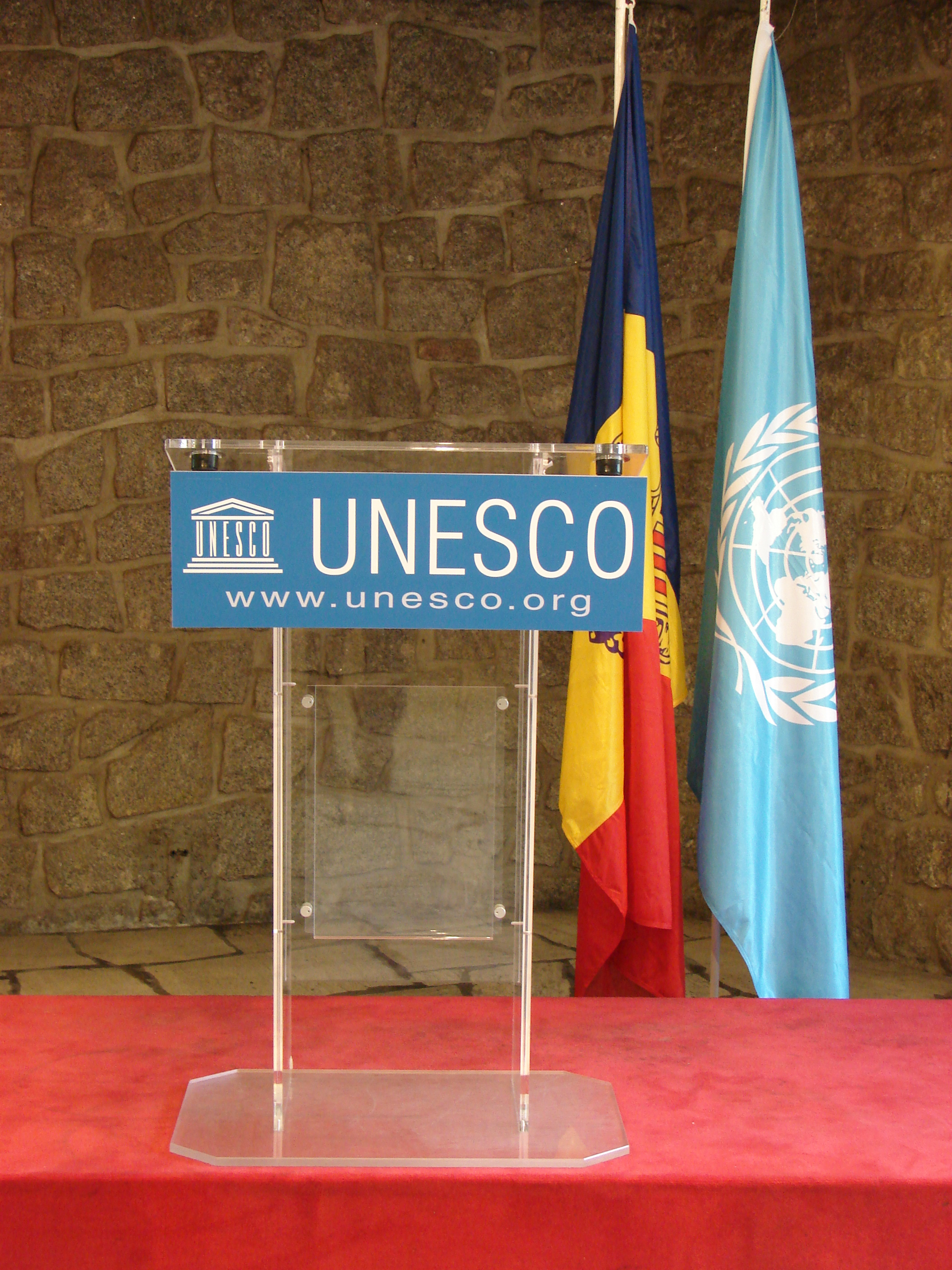
UNESCO

La legitimidad moral depende de si las acciones de una organización o institución se consideran morales. En otras palabras, si el electorado cree que la organización está violando las reglas del sistema político o económico por razones inmorales, entonces esto puede amenazar la legitimidad moral. Suchman divide la legitimidad moral en cuatro subsecciones: legitimidad consecuente, legitimidad procesal, legitimidad estructural y legitimidad personal. 
La legitimidad consecuente se relaciona con lo que una organización ha logrado con base en criterios específicos de esa organización.
La organización puede obtener la legitimidad procesal mediante la adhesión a procedimientos socialmente formalizados y aceptados (por ejemplo, supervisión reguladora).
En el caso de la legitimidad estructural, las personas ven a una organización como legítima porque sus características estructurales le permiten hacer tipos específicos de trabajo. Suchman se refiere a esta organización como la "organización correcta para el trabajo".
Por último, la legitimidad personal se refiere a la legitimidad que se deriva del carisma de los líderes individuales.

### Legitimidad cognitiva
La legitimidad cognitiva se crea cuando una organización persigue objetivos que la sociedad considera apropiados y deseables. El apoyo de los votantes a la organización no se debe al interés propio, sino más bien a su carácter dado por hecho. Cuando una organización ha alcanzado este estado dado por sentado, está más allá de la disidencia. Si bien la legitimidad moral y pragmática se ocupa de alguna forma de evaluación, la legitimidad cognitiva no. En cambio, con la legitimidad cognitiva, la sociedad acepta estas organizaciones como necesarias o inevitables.

## Origen de las crisis de legitimación
| Punto de Origen       | Crisis del Sistema     | Crisis de Identidad    |
| --------------------- | ---------------------- | ---------------------- |
| Sistema económico     | Crisis económica       | —                      |
| Sistema político      | Crisis de racionalidad | Crisis de legitimación |
| Sistema Sociocultural | —                      | Crisis de motivación   |

El sociólogo y filósofo alemán Jürgen Habermas fue el primero en usar el término "crisis de legitimación", que definió en Legitimation Crisis, su libro de 1973 con el mismo nombre. Una crisis de legitimación es una crisis de identidad que resulta de una pérdida de confianza en las instituciones administrativas, que ocurre a pesar de que aún conservan la autoridad legal para gobernar. En una crisis de legitimación, las estructuras de gobierno no pueden demostrar que sus funciones prácticas cumplen el rol para el que fueron instituidas.

### Definición de crisis
Una crisis es un estado de peligro que surge debido a motivaciones contradictorias de los subsistemas dentro de un sistema autoencerrado. Según Habermas, la definición de crisis utilizada en las ciencias sociales a menudo se basa en los principios de la teoría de sistemas. Sin embargo, argumenta que una crisis se entiende adecuadamente en dos dimensiones, la objetiva y la subjetiva, aunque esta conexión ha sido difícil de comprender usando enfoques convencionales como la teoría de sistemas o la teoría de la acción.
La diferencia entre integración social e integración de sistemas ayuda a distinguir entre los componentes objetivos y subjetivos de las crisis. La integración social se refiere a lo que Habermas llama la "vida cotidiana", un término adaptado de los escritos de Alfred Schutz, que se compone de una base consensuada de entendimientos compartidos, incluidas normas y valores, sobre los que se construye una sociedad. La integración del sistema, alternativamente, se refiere a los determinantes de una sociedad, que se descomponen cuando sus estructuras "permiten menos posibilidades de resolución de problemas que las necesarias para la existencia continua." Los principios de racionalización son eficiencia, calculabilidad, predictibilidad y control, que son característicos de los sistemas como Habermas se refiere a ellos.

### Formaciones sociales
| Formación Social    | Principio de Organización                                       | Integración Social y del Sistema                                      | Tipo de Crisis                                   |
| ------------------- | --------------------------------------------------------------- | --------------------------------------------------------------------- | ------------------------------------------------ |
| Primitivo           | las relaciones de parentesco: roles principales (edad, sexo)    | no hay diferenciación entre lo social y el sistema de integración     | externamente inducida por la crisis de identidad |
| Tradicional         | la clase política: el poder del estado y clases socioeconómicas | diferenciación funcional entre lo social y la integración del sistema | crisis de identidad internamente determinada     |
| Liberal-capitalista | la clase no política: el trabajo asalariado y el capital        | el sistema económico también asume tareas socialmente integradoras    | crisis del sistema                               |

Dentro de un sistema social existen tres subsistemas: el económico, el político y el sociocultural. El subsistema que asume la primacía funcional en una sociedad está determinado por el tipo de formación social que existe en la sociedad. Cuatro tipos de formaciones sociales pueden caracterizar un sistema social: primitivo, tradicional, capitalista (liberal y avanzado / capitalista organizado) y postcapitalista. Cada uno de estos tipos, con la excepción del primitivo, es una sociedad basada en las clases. El principio de organización de un sistema social determina cuándo se producen las crisis y qué tipo de crisis predomina en cada tipo de sistema social.
- Las formaciones sociales primitivas tienen un núcleo institucional de parentesco, y los roles de edad y sexo constituyen el principio de organización de estas sociedades. Las crisis dentro de estas formaciones surgen de factores externos que socavan las identidades familiares y tribales debido a que no hay imperativos contradictorios derivados de este principio de organización.[27]
- Las formaciones sociales tradicionales tienen un principio de organización en una forma política de dominación de clase que requiere legitimación ya que los subsistemas que surgen sirven al sistema o a la integración social. Las crisis dentro de estas formaciones provienen de contradicciones internas entre "reclamos de validez de ... normas y justificaciones que no pueden permitir explícitamente la explotación y una estructura de clases en la cual la apropiación privilegiada de la riqueza producida socialmente es la regla".[27] Estas formaciones sociales extienden el alcance de su control a través de una mayor explotación de la fuerza de trabajo, ya sea directamente a través de la fuerza física o indirectamente a través de pagos forzosos.[40] Como resultado, las crisis dentro de las formaciones sociales tradicionales surgen de problemas de dirección que producen peligros para la integración del sistema y amenazan la identidad de la sociedad.[27]
- El capitalismo liberal tiene su principio de organización en la "relación del trabajo asalariado y el capital, que está anclado en el sistema del derecho civil burgués". Una de las facetas de esta formación social es la "anonimización política de la clase" regla, "que resulta en que la clase socialmente dominante tenga que convencerse de que ya no rige".[27] Habermas argumenta que es por eso que la comunicación sin restricciones es imprescindible para el progreso social, ya que el análisis y la crítica de la sociedad burguesa es una forma de "desenmascarar" estas ideologías y hacer que los burgueses se enfrenten a la contradicción entre esa idea y la realidad de su sociedad. Las crisis en el capitalismo liberal surgen a través de problemas de dirección económica no resueltos.[27] Como resultado, los mercados dirigen la formación social no solo a través del uso del dinero y el poder, sino a través de la ideología, aunque parecen ser entidades anónimas y apolíticas.[41]
- El capitalismo avanzado tiene su principio de organización en el proceso de concentración económica. Esta formación social existe cuando el modelo capitalista se integra profundamente en una sociedad y continúa desarrollándose ampliamente durante un período prolongado de tiempo. Las tendencias de crisis del capitalismo avanzado provienen de los tres subsistemas: crisis económicas del sistema económico; crisis de racionalidad y legitimación del sistema político; y crisis de motivación del sistema sociocultural.[42]

### Tendencias de las crisis de legitimación
El subsistema político del mundo social requiere un aporte de lealtad masiva para producir un producto, que consiste en decisiones administrativas legítimas que son ejecutadas por el estado. Una crisis de racionalidad es una crisis de producción que ocurre cuando el estado no cumple con las demandas de la economía. Una crisis de legitimación, por otro lado, es una crisis que ocurre cuando "el sistema de legitimación no logra mantener el nivel requerido de lealtad masiva". Se trata de una crisis de identidad cuando las administraciones son incapaces de establecer estructuras normativas en la medida necesaria para que todo el sistema funcione correctamente. Como resultado, el estado sufre una pérdida de apoyo del público cuando el electorado juzga que su administración es irresponsable. Esta pérdida de confianza pública es una de las muchas características de una crisis de legitimación, como la incoherencia de las políticas y la pérdida de la voluntad institucional.

## Ejemplos históricos

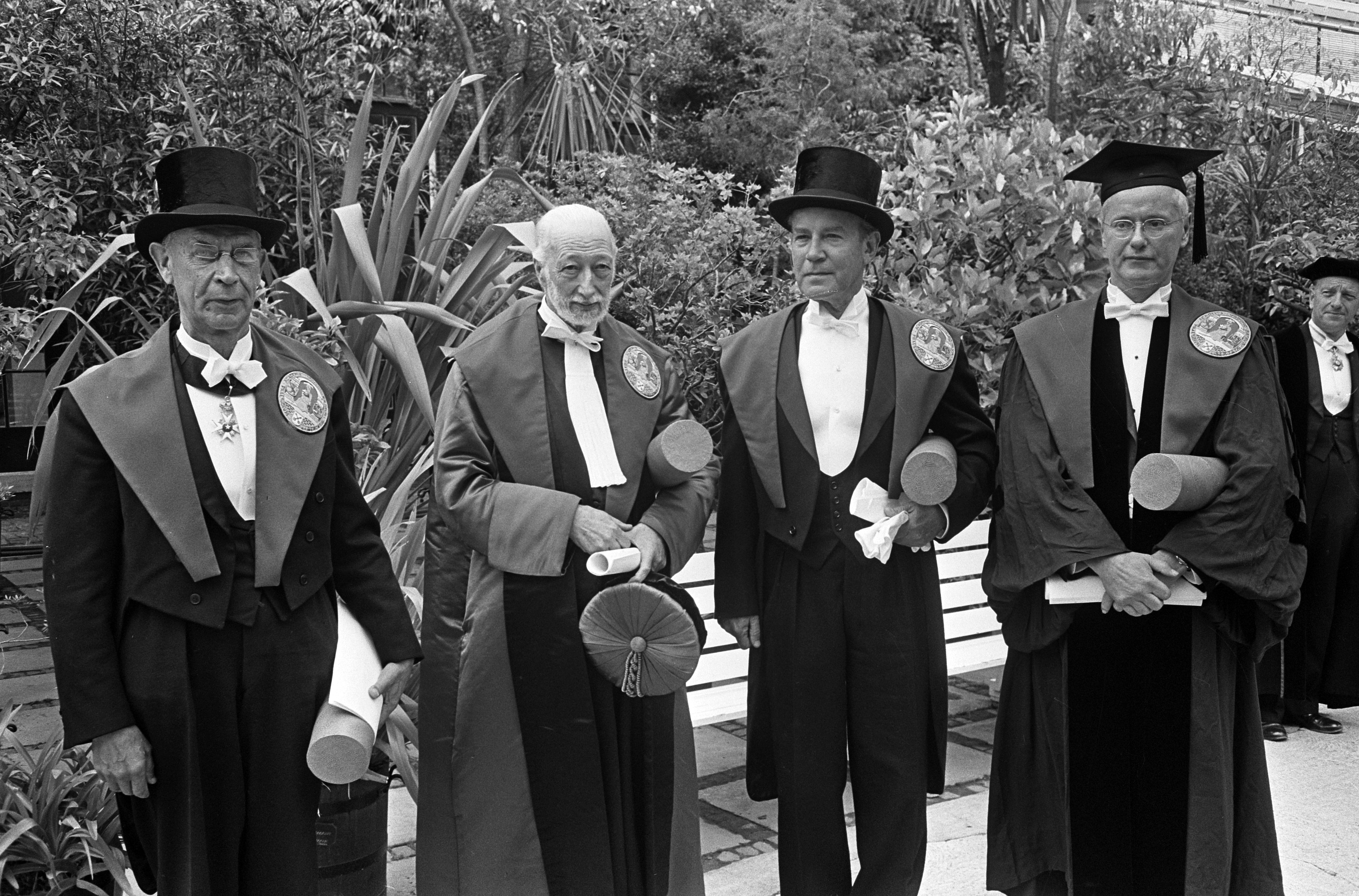
Robert K. Merton en la ceremonia de su doctorado honoris causa en Leiden, en 1965

En el pasado, ha habido muchos ejemplos de agitación social e intercambios sistémicos de poder que pueden clasificarse como crisis de legitimación. Según Habermas, todas estas crisis han ocurrido como una consecuencia natural del avance productivo de la sociedad, ya que el sistema social lucha por adaptarse a las tensiones en las relaciones de producción. En otras palabras, a medida que avanza el "conocimiento técnico" de una sociedad, el equilibrio se ve perturbado entre los aspectos técnicos y políticos de la producción, lo que puede provocar una crisis si el desequilibrio no se corrige mediante un adelanto adecuado del "conocimiento moral-práctico". Un buen ejemplo de esto es el proceso de industrialización, donde el establecimiento de fábricas y fuerzas de trabajo masivas a menudo precede al establecimiento de regulaciones gubernamentales, derechos de los trabajadores y sindicatos. Como explica el sociólogo Robert K. Merton, un grupo es más exitoso y estable cuando se satisface con el logro de sus metas institucionales (técnicas / fuerzas de producción) y también con las normas y regulaciones institucionales aprobadas para alcanzar esos objetivos (moral-práctica / relaciones de producción). Por lo tanto, para mantener la legitimidad, una sociedad, constituida tanto por el gobierno como por los gobernados, debe participar en una revaluación continua y competitiva de sus objetivos y normas para garantizar que continúen satisfaciendo las necesidades de la sociedad. El establecimiento de nuevos movimientos sociales es esencial para este proceso.

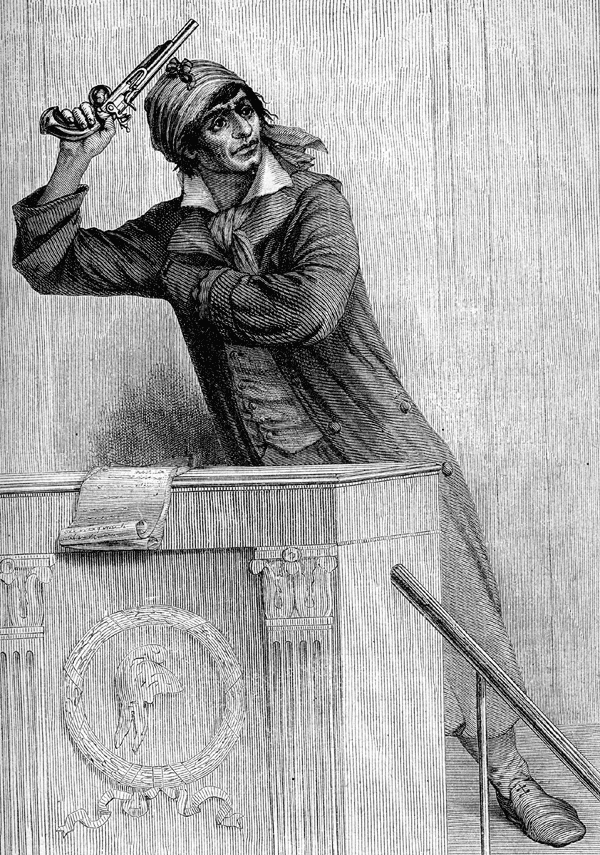
Jean Paul Marat

Históricamente, las sociedades más estables han sido aquellas que gozan de una aceptación generalizada tanto de los objetivos institucionales de la sociedad como de los medios utilizados para alcanzarlos. Por el contrario, cada crisis de legitimidad se ha producido cuando una porción grande y / o importante de una sociedad está en total desacuerdo con algunos o todos los aspectos de las normas institucionales establecidas y avanzadas por un régimen o gobierno particular. Cuando un gobierno pierde apoyo, en este sentido, corre el riesgo de perder su legitimidad, ya que el público comienza a cuestionar y dudar sobre los motivos sobre los que se basa el reclamo de poder del gobierno. Al tratar estas crisis, los individuos y grupos de individuos en la sociedad recurren a varios modos de ajuste o adaptación. Históricamente, estos generalmente han surgido en forma de revoluciones, golpes y guerras.
Además, es importante señalar que la lógica de la legitimación depende en gran medida del sistema de dominación desplegado. De hecho, es la lógica de la legitimación la que informa las formas concretas en que los ciudadanos y los sujetos cumplen con la autoridad y / o lidian con la autoridad. En otras palabras, la base para cualquier reclamo de legitimidad es a menudo la base de la resistencia contra ese mismo reclamo de legitimidad. Por ejemplo, en algunas sociedades los logros económicos bajo un régimen o gobierno particular forman la base de sus reclamos de legitimación; en esas sociedades, las contrademandas de legitimidad a menudo pondrán de relieve las fallas económicas para socavar estratégicamente el régimen o la autoridad del gobierno. Max Weber, quien primero avanzó en este punto, lo resume a continuación:
       "cada ... sistema [de dominación] intenta establecer y cultivar la creencia en su legitimidad. Pero según el tipo de legitimidad que se reivindica, el tipo de obediencia, el tipo de personal administrativo desarrollado para garantizarlo y el modo de ejercer la autoridad diferirán fundamentalmente."

### Francia revolucionaria
Los eventos de la Revolución Francesa, de 1789 a 1799, y los cambios sociopolíticos que comprende pueden clasificarse como una crisis de legitimación. La revolución fue característica de un tiempo en Europa donde el derecho divino de la dominación monárquica estaba siendo socavado y transformado mientras que los derechos universales del ciudadano común fueron enfatizados en su lugar. En consecuencia, las visiones mitológicas del mundo que sustentaron las instituciones de derecho que gobiernan y que consolidaron las concepciones populares de la moralidad fueron reemplazadas por otras más racionales.

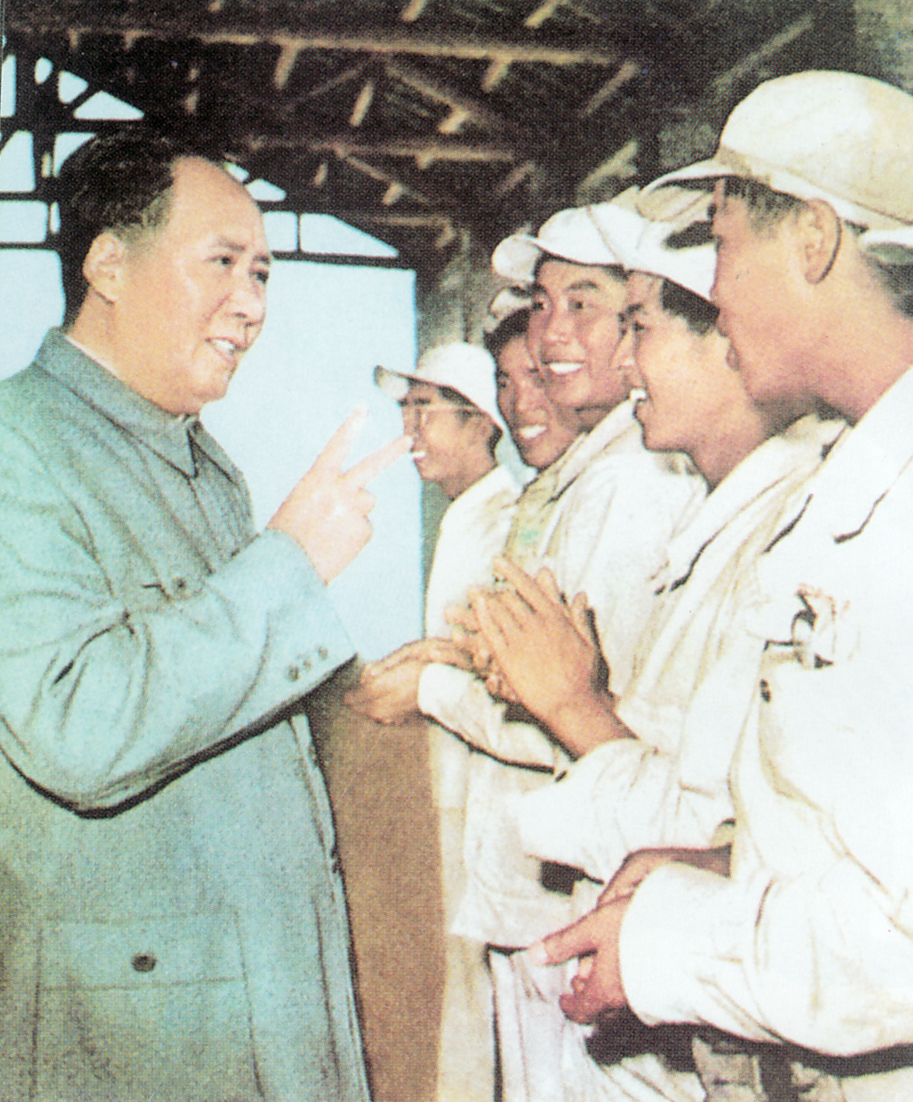
Mao Zedong con trabajadores

### República Popular de China
La crisis de legitimación en China tuvo lugar después de décadas de luchas de poder y cambios culturales que habían estado en vigencia desde la década de 1960. La crisis de legitimación, en sí misma, fue el resultado de varias reformas económicas y políticas hechas por el Partido Comunista de China (PCCh) como parte de un esfuerzo para salvar su reputación después de que las políticas socialistas y el liderazgo populista de Mao Zedong en los años 60 y 70 dejaran a la economía china en malas condiciones.

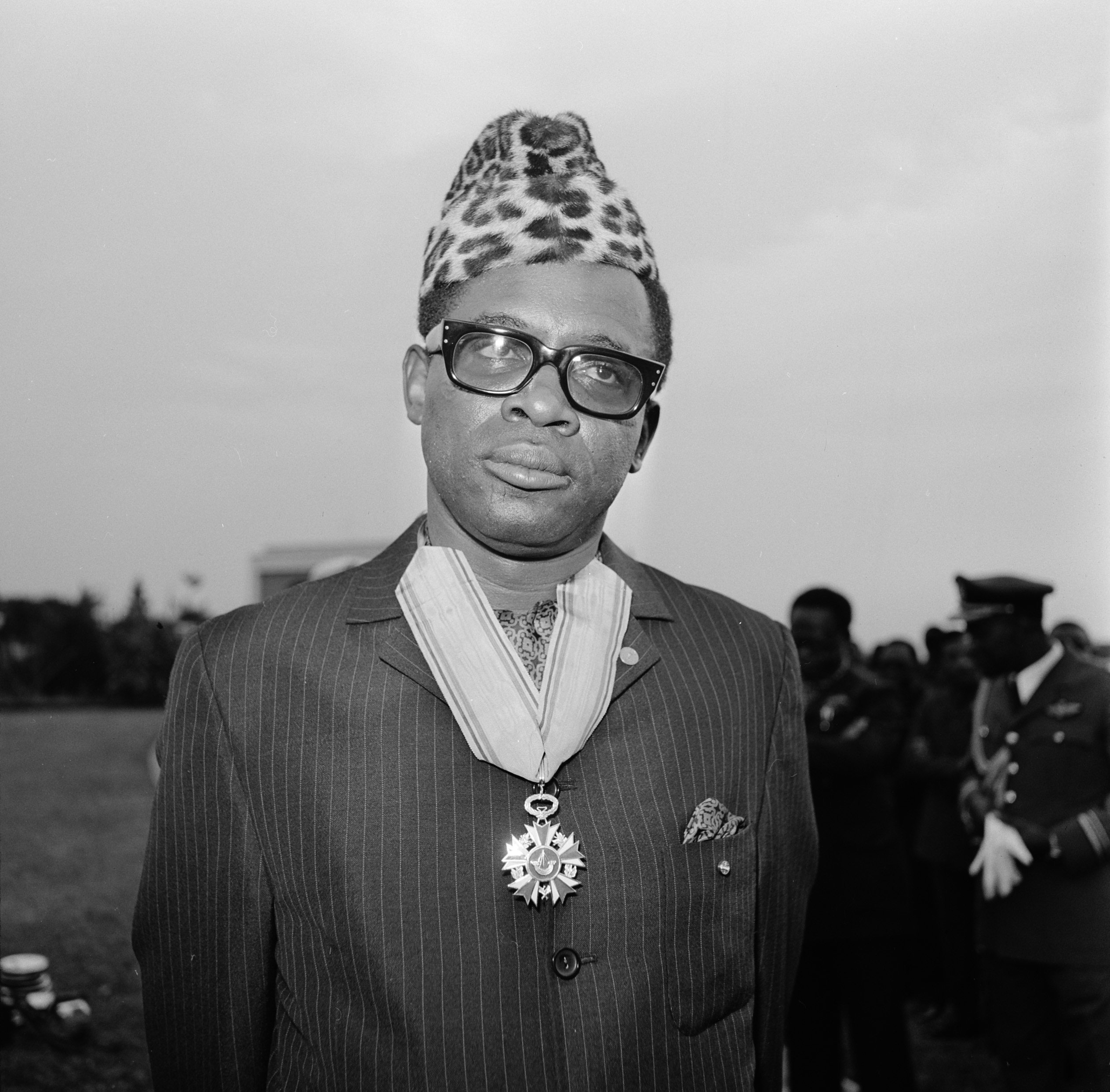
Mobutu Sese Seko en 1973

Durante el gobierno de Mao, se estableció un contrato social informal, en el que el gobierno proporcionaría beneficios socialistas (por ejemplo, igualitarismo, alimentos y vivienda, atención médica, educación, seguridad laboral, precios estables, estabilidad social y eliminación de males sociales) a cambio de la aquiescencia de la población al gobierno de un solo partido y la pérdida de algunas libertades civiles y derechos políticos. Sin embargo, en medio del tiempo conocido como la Revolución Cultural desde 1966 hasta 1976, el contrato social se puso en peligro a medida que se desvanecía la estabilidad política y social. Cuando Mao murió en 1976, se produjo una breve crisis de legitimación, ya que el culto a la personalidad murió con él y el PCCh quedó sin sus últimos fuertes motivos de autoridad. Dado que las políticas socialistas centrales del partido también habían fracasado, para recuperar y mantener la legitimidad el partido se vio obligado a abandonar su antiguo enfoque en la ideología marxista, el socialismo económico y los llamamientos carismáticos a centrarse en la racionalización y legalidad política y económica. Los logros económicos del partido (por ejemplo, un mejor nivel de vida, crecimiento y desarrollo) en virtud de sus políticas recientemente liberalizadas se convirtieron en la principal prueba de su legitimidad. En esencia, las reformas fueron un movimiento sólido de una economía orientada al control hacia una más capitalista, orientada al mercado.
El PCCh enfrentó una nueva crisis de legitimación con el movimiento hacia el capitalismo, ya que violó los términos del contrato social previamente establecido (la inflación aumentó, la brecha de ingresos se amplió, la inseguridad laboral aumentó, los programas de bienestar social se deterioraron y los males sociales volvieron) y el reclamo del PCCh al gobierno de un solo partido fue cuestionado, ya que el público comenzó a preguntarse por qué eran necesarios como partido si el socialismo fracasaba y el capitalismo era la respuesta; después de todo, los líderes del PCCh no eran los más calificados para ejercer las reformas económicas del mercado. El cambio hacia políticas capitalistas junto con la incapacidad del PCCh para acomodar una mayor presión para la liberalización política y la democratización eventualmente culminaron en el movimiento democrático chino y las protestas de la Plaza Tiananmen de 1989.

### África postcolonial
En el siglo XX, a medida que los estados africanos se adaptaron a la independencia postcolonial, las crisis de legitimación y el colapso del Estado fueron amenazas constantes. Si bien la autoridad pasó del dominio colonial al independiente con éxito en la mayoría de los estados africanos en todo el continente, algunos intentos de transición provocaron el colapso. En el Congo, por ejemplo, el estado colapsó debido a que sus respectivas instituciones (por ejemplo, ejército, ejecutivos, gobiernos locales, poblaciones) se negaron a reconocer la autoridad del otro y trabajar juntos. Fue necesaria la intervención internacional y la instalación de un hombre fuerte con connivencia extranjera para reconstituir el estado.
En otros países africanos, el colapso del estado no fue un problema estrictamente poscolonial, ya que la mayoría de los estados tuvieron cierto éxito en la transferencia entre regímenes. Los problemas surgieron, sin embargo, cuando los regímenes de segunda generación (y posteriores) comenzaron a derrocar a los nacionalistas originales. Chad, Uganda y Ghana son todos ejemplos de que esto; en cada uno de ellos, un régimen independiente exitosamente establecido pero disfuncional fue reemplazado por un régimen militar que logró concentrar el poder, pero fracasó en su manejo efectivo. Las crisis de legitimación y el colapso del estado siguieron pronto.

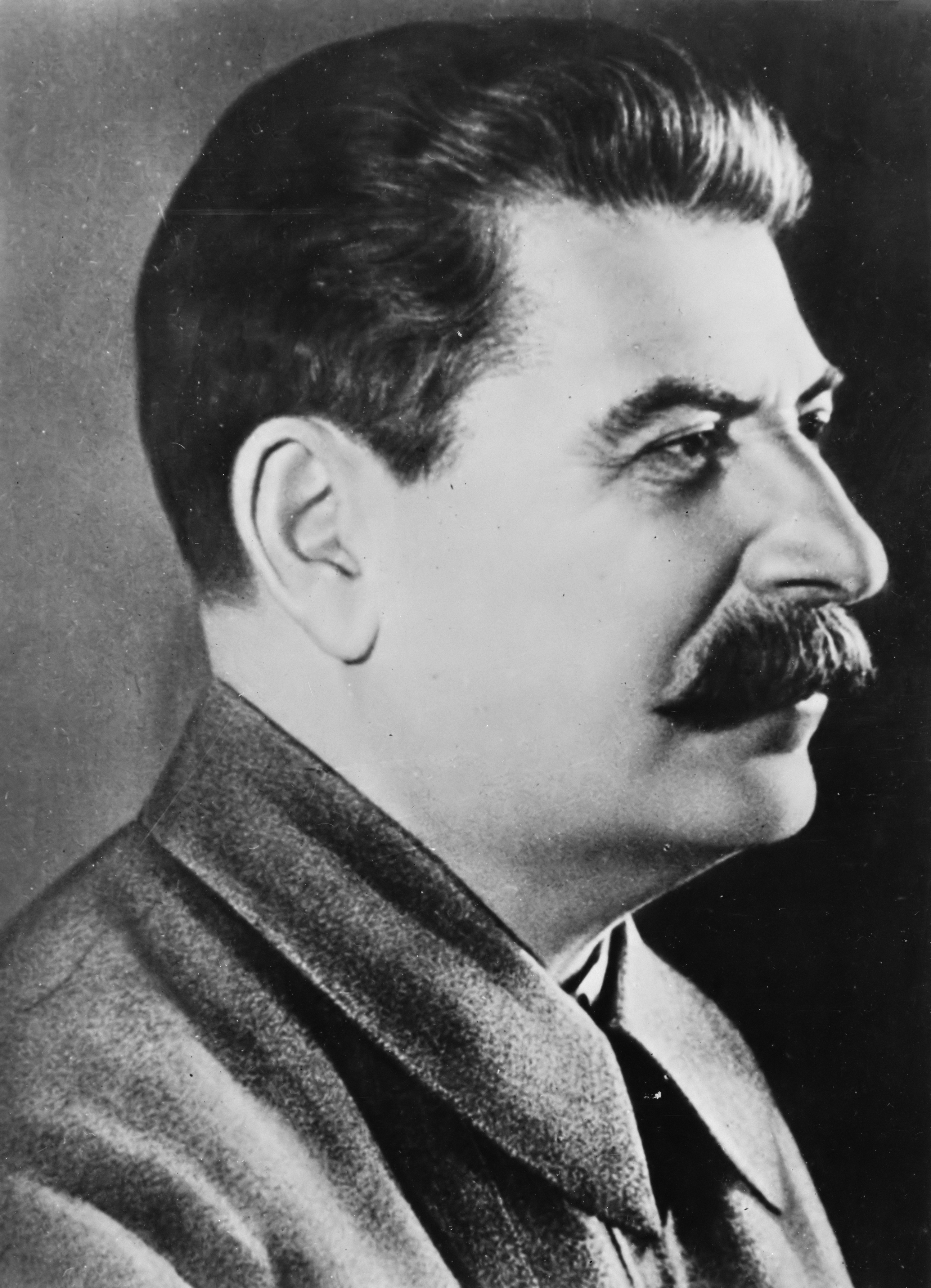
Joseph Stalin. Su modelo de comunismo perduró con éxito debido a una combinación de terror y carisma.

### Europa del Este
En los países de Europa del Este donde el estalinismo era el sistema de dominación, la legitimidad del sistema dependía de la incitación al miedo entre los ciudadanos y el carisma del líder del estado. Esta fue la estrategia que funcionó para Stalin, en la Unión Soviética, ya que su marca de terror y carisma inspiró un fuerte culto a la personalidad que colocó la autoridad y la legitimidad solo en manos de Stalin. Para otros estados de Europa del Este, sin embargo, el comunismo soviético era un sistema extranjero importado. Esto resultó ser un problema importante, ya que los líderes comunistas en otros estados de Europa del Este carecían del carisma de Stalin.
Además, el comunismo se implementó en otros estados de Europa del Este (por ejemplo, Rumanía, Hungría, Polonia) en un marco de tiempo mucho más corto y se desarrolló de forma muy diferente a como lo hizo en la Unión Soviética. En Hungría, por ejemplo, el partido comunista llegó inicialmente al poder mediante el consentimiento tácito de un gobierno de coalición. Con el tiempo, el partido comenzó a ganar más poder estratégicamente y a deshacerse de la competencia. Sin embargo los partidos comunistas en estos estados inicialmente utilizados para ganar poder perdieron credibilidad una vez que fueron vistos como tiranías violentas al servicio de un poder extranjero. En última instancia, las plataformas populistas, que otorgaban a los campesinos tierra, estabilidad social y económica y beneficios sociales, dieron paso a brutales realidades colectivistas, ya que los líderes fueron acusados de las mismas reformas por las cuales fueron elogiados alguna vez.

## Ejemplos contemporáneos

### Túnez

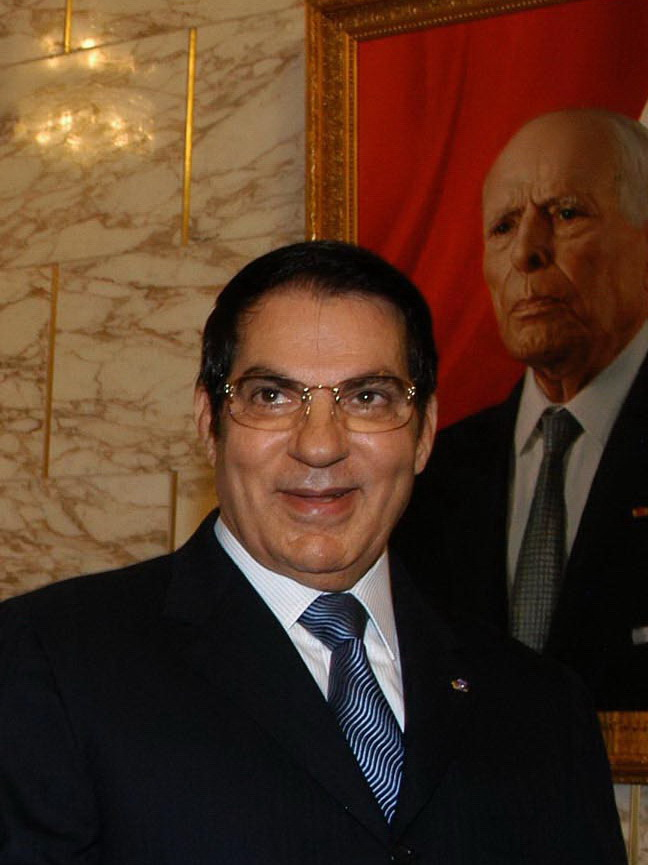
Ben Ali, expresidente de Túnez, fue depuesto por el pueblo Tunecino cuando comenzó la Primavera Árabe en su estado a finales de 2010.

La revolución tunecina comenzó con la autoinmolación de Mohamed Bouazizi el 17 de diciembre de 2010, aunque también es posible considerar que el ataque de los mineros en la ciudad de Gafsa, en el centro oeste, en 2008 fue el comienzo oficial del movimiento. El pueblo tunecino derrocó a Ben Ali, que había impuesto un estado policial. La revolución, como otras revoluciones de la Primavera Árabe que seguirían pronto, fue provocada por la pobreza endémica, el aumento de los precios de los alimentos y el desempleo crónico. Los tunecinos exigieron democracia, derechos humanos, el fin de la corrupción y el fin de la aplicación de la Ley Antiterrorista de 2003, que de hecho criminalizó sus ideas y prácticas religiosas.
La anterior legitimidad del gobierno tunecino se había basado en una combinación del carisma del legado secular del expresidente Bourguiba y una legitimidad del logro basada en la modernización del estado tunecino. Después de que esta legitimidad había fallado y su régimen acompañante había caído, En-Nahdha, un partido islamista, trató de proporcionar legitimidad a través de la crítica del régimen anterior. Túnez inició una modernización de arriba hacia abajo, dirigida por la pequeña burguesía civil, urbana y secular, contrastando con los golpes militares en Egipto, Siria e Irak, el liderazgo de las élites tradicionales en Marruecos y Libia, y el liderazgo del campesinado armado revolucionario en Argelia.
Los tunecinos pidieron que se formara una Asamblea Nacional Constituyente (ANC) que se encargaría de redactar la nueva constitución. El partido del régimen anterior, el Rally Constitucional Democrático (RCD) no pudo postularse para la reelección, y En-Nahdha recibió el 40% de los votos en una elección supervisada por una autoridad independiente superior en abril de 2011. Con su porción de 89 de 217 asientos en total, En-Nahdha luego formó una coalición en la forma de un triunvirato, o troika, con el Congreso para la República y el Foro conocido como Ettakatul dentro de la NCA.
En-Nahdha tomó un control considerable al designar el 83% de los agentes públicos en todos los niveles, y cerró los medios atacando físicamente a cientos de periodistas. En-Nahdha también fue sospechoso de varios asesinatos, lo que provocó la renuncia del primer ministro de En-Nahdha, Hamadi Jebali, en abril de 2013. En-Nahdha tampoco produjo una constitución en el tiempo acordado de un año, lo que provocó que muchos partidos políticos, incluido el principal partido político Nidaa Tounes, declararan el fin de la legitimidad electoral de En-Nahdha.
El público y los partidos políticos tunecinos pidieron una legitimidad de compromiso que consistía en un diálogo nacional obligatorio entre En-Nahdha y los demás miembros gobernantes de la ANC, que comenzó en octubre de 2013. Esto efectivamente forzó a En-Nahdha a negociar su propia salida inmediata del gobierno, mientras que al mismo tiempo reconocía el actual fracaso del islamismo como un medio de legitimidad. El diálogo nacional busca establecer un gobierno legítimo, finalizar el proceso legislativo para la constitución y el código electoral, y establecer un organismo independiente para organizar las elecciones.

### Libia

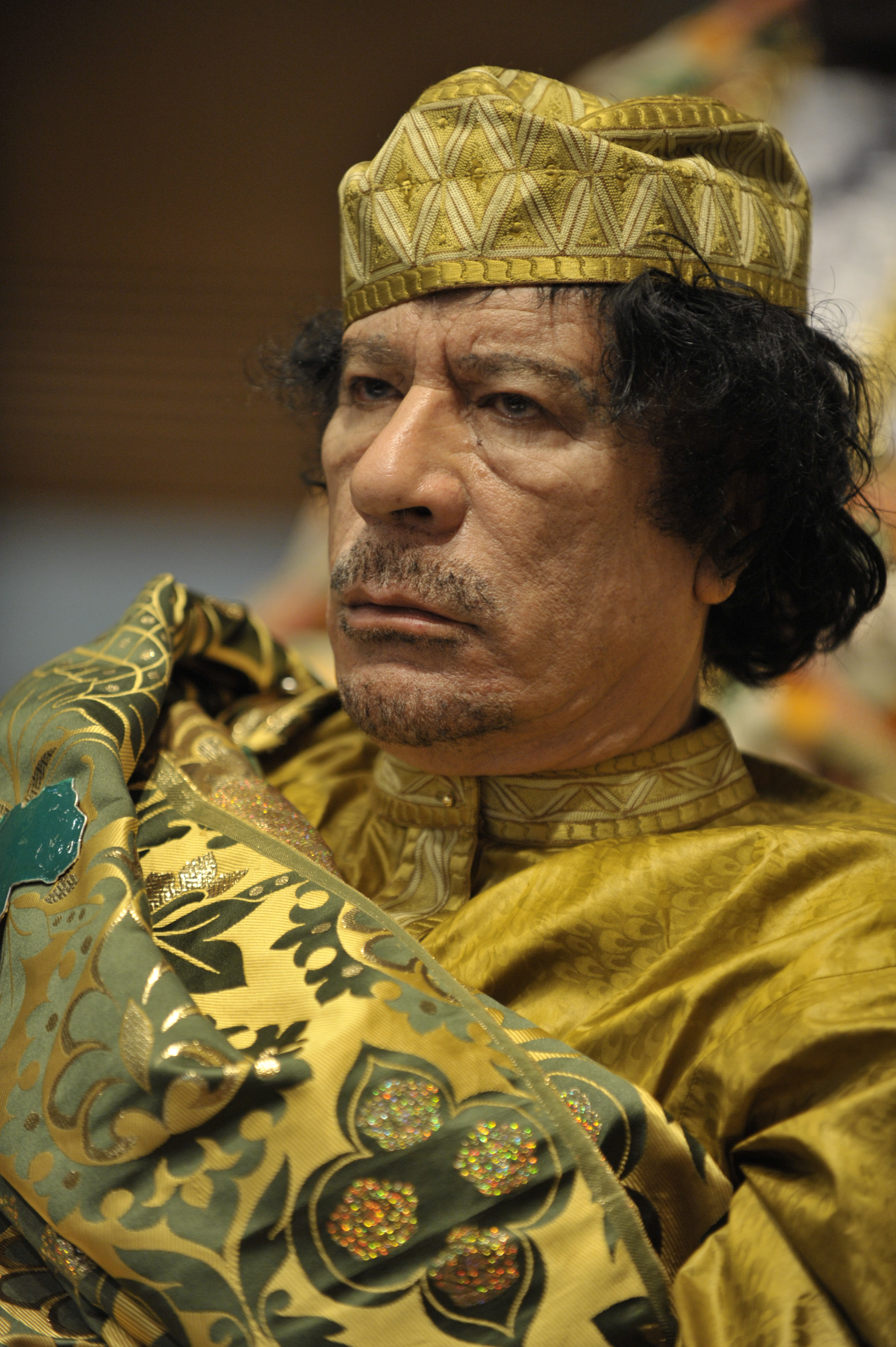
Muamar el Gadafi, exlíder de Libia, detentó el poder durante cuatro décadas y luchó violentamente contra los manifestantes durante el 2011 en el levantamiento de la Primavera Árabe en Libia.

La revolución de Libia también se considera parte de la Primavera Árabe, que comienza el 15 de febrero de 2011, pocos meses después de los acontecimientos en Túnez. La revolución depuso a Muammar el Gaddafi, quien había sido el gobernante de Libia durante cuatro décadas y había unido al país bajo los temas del panarabismo (una forma de nacionalismo), la geografía común, la historia compartida y el Islam. La revolución fue un intento de reemplazar estas formas de legitimidad con la legitimidad democrática a través del Consejo Nacional de Transición.
La legitimidad de Gaddafi se desvaneció debido a que su régimen no benefició a quienes más necesitaban el estado. Aunque Libia tiene el noveno mayor yacimiento de petróleo del mundo y una población de solo 6.5 millones de habitantes, en 2010, Gallup mostró que el 29% de los jóvenes libios estaban desempleados, y el 93% de los jóvenes libios describieron su condición como "problemática" o de "sufrimiento". Mientras los manifestantes salían a las calles, Gaddafi envió tanques, aviones, y mercenarios para atacarlos, lo que provocó una serie de deserciones y erosionó aún más su legitimidad como gobernante. Se desconoce el recuento real de estos ataques, ya que el régimen de Gadafi cerró los medios y las comunicaciones locales y mundiales. Sin embargo, el régimen militar débil de Libia fue finalmente vencido, y Gadafi fue asesinado el 20 de octubre de 2011, lo que llevó a la desintegración del régimen.
Desde la partida de Gaddafi, los ancianos jefes tribales, las ONG, los grupos de jóvenes, los concejos municipales y las brigadas locales han intervenido para llenar el vacío de poder. Hay muchas tribus diferentes en Libia, no todas las cuales han apoyado el cambio de régimen, lo que dificulta el establecimiento de una nueva forma de legitimidad. Sin embargo, a diferencia de Egipto, Libia no tiene una clase de oficiales o un poder judicial atrincherados para prolongar u obstruir la transición del país a la democracia. Desde la revolución, ningún grupo ha sido dominante, aunque varias brigadas, o katibas, han podido ejercer una fuerza considerable.
Estas katibas son "grupos de combate armados que van de 20 a 200 hombres jóvenes, formados a lo largo de zonas vecinas, urbanas o regionales". Estas brigadas fueron fundamentales para la fuerza militar de las fuerzas revolucionarias. Después del derrocamiento del Gadafi, las poderosas brigadas de Misrata y Zintan allanaron Trípoli, la capital libia, "saquearon automóviles, se hicieron cargo de ministerios y acamparon en instituciones clave como el aeropuerto y los campos petrolíferos" con el fin de obtener poder político.
Para establecer la legitimidad democrática y la soberanía, el Consejo Nacional de Transición ha tenido que tratar con estas brigadas, un proceso que hasta ahora no ha tenido éxito debido a la desconfianza entre los dos cuerpos y la fuerza militarmente ilegítima pero independientemente tangible de las brigadas. Para establecer firmemente la legitimidad democrática, el Consejo Nacional de Transición está tratando de redactar una nueva constitución. También ha tenido dificultades en esta tarea, por lo que está mirando hacia atrás a la primera constitución de Libia en 1951.

### Yemen

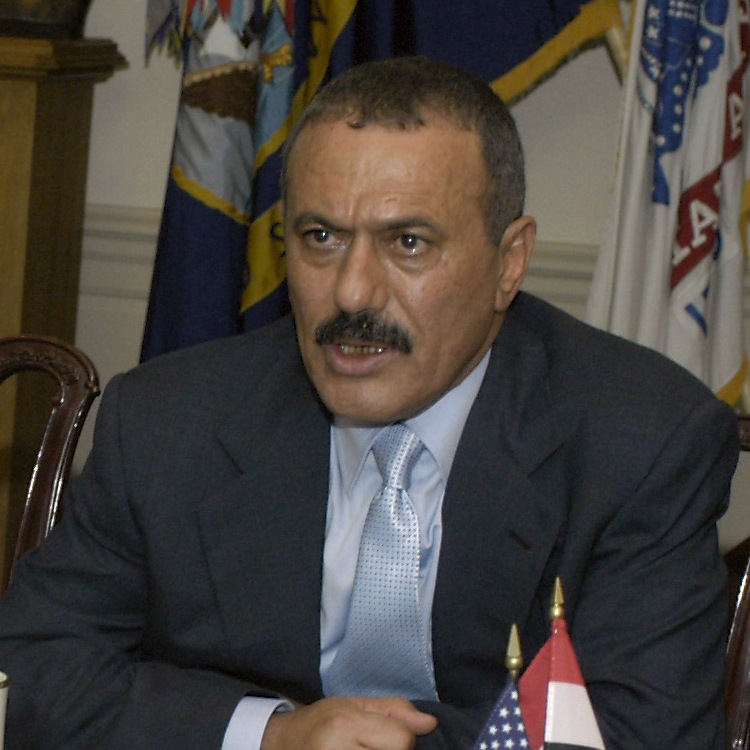
El expresidente Yemení Ali Abdullah Saleh dirigía un sistema de patronazgo básicamente tribal en Yemen.

Incluso antes de la revolución de 2011, la legitimidad del régimen del expresidente yemení Ali Abdullah Saleh dependía de una red de mecenazgo basada en el arraigado sistema tribal yemení, vinculando efectivamente la legitimidad política de Saleh con la legitimidad sociopolítica mucho más establecida y confiable. Yemen es históricamente tribal y las tribus son responsables de la defensa, mantienen la paz, protegen y fomentan el comercio y los mercados, y prohíben o facilitan los viajes. Para muchos yemeníes, los sistemas tribales son "el principal o único sistema administrativo que conocen". Las tribus funcionan eficazmente como gobiernos locales, introduciendo generadores y bombas de agua, abriendo escuelas y prestando servicios locales. Por lo tanto, para muchos "el estado no es representativo de la nación yemení a la que sienten que pertenecen".
La revolución yemení, también parte de la Primavera Árabe, fue provocada por la pérdida de legitimidad del régimen de Saleh. La juventud yemenita quería la renuncia de Saleh y "un sistema más responsable y democrático". Aunque la reforma llegó lentamente debido a la falta de apoyo de la comunidad internacional y la pobreza de los manifestantes: Yemen es el país más pobre del mundo árabe - el movimiento anti Saleh ganó fuerza y altos funcionarios gubernamentales y líderes tribales se unieron a la oposición contra Saleh. El funcionario gubernamental más importante en unirse al movimiento revolucionario fue el general de división Ali Mohsin Al-Ahmar, quien ordenó a sus tropas que defendieran a los manifestantes antigubernamentales.
Saleh fue depuesto y su sucesor, Abdu Rabu Mansour Hadi, fue elegido en una elección no disputada para servir como jefe del gobierno de transición, que incluía el bloque de oposición, las Partes de la Reunión Conjunta (JMP), una alianza de cinco partidos que incluye el principal partido islamista Islah y el Partido Socialista Yemení (YSP), el Partido Nasirista de Unidad Popular y dos pequeños partidos islámicos Zaydi. La Conferencia de Diálogo Nacional, lanzada en marzo de 2013, reunió a 565 delegados de estas partes con el fin de redactar una constitución y abordar desafíos de larga data a la gobernanza yemenita, como el contraterrorismo, el desarrollo y el Movimiento separatista.
Aunque Yemen fue el único país de la Primavera Árabe 2011 que surgió con un acuerdo negociado con el régimen actual y un plan de transición para un diálogo nacional, para 2013 "no hubo una redistribución significativa de recursos o poder duro fuera de la élite tradicional". . "Los vestigios del régimen de Saleh y la falta de apoyo de las tribus del sur plagaron la Conferencia de Diálogo Nacional, que en consecuencia terminó cuatro meses más tarde de lo esperado, en enero de 2014. Las elecciones posteriores se pospusieron indefinidamente, lo que llevó a la especulación de que Hadi y los miembros del parlamento mantendrían sus posiciones indefinidamente. Debido a estas complicaciones, el Yemen se quedó sin un cuerpo político unificador legítimo.

### Estados Unidos

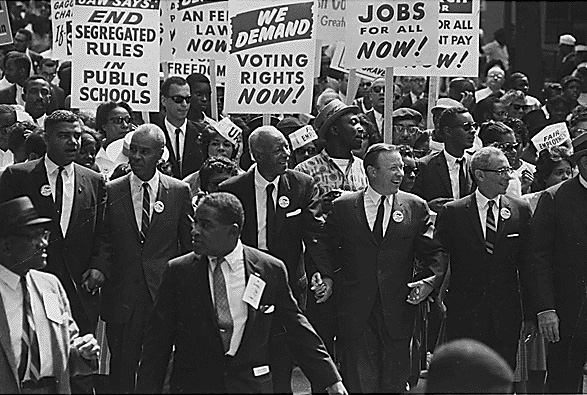
Marcha de los Derechos civiles en Washington, DC, en agosto de 1963.

#### De la década de 1950 a la década de 1980
En este período de tiempo, muchos teóricos políticos aceptaron que los Estados Unidos estaban atravesando una crisis de legitimidad. Las minorías en los Estados Unidos comenzaron a cuestionar la legitimidad del gobierno porque sentían que se les negaban sus derechos. La mentalidad se transfirió a movimientos que comenzaban en el Movimiento por los Derechos Civiles, que involucraba principalmente a afroamericanos y estudiantes universitarios, pero finalmente se extendió a una porción más grande de la población. La reacción del gobierno de los Estados Unidos a la crisis de legitimación de fines del siglo XX muestra que en una democracia consolidada, una crisis de legitimación puede fortalecer la legitimidad. En este caso, el sistema se adaptó a las necesidades de los ciudadanos y los Estados Unidos restablecieron la legitimidad. A mediados de la década de 1960, la legitimidad del gobierno de los Estados Unidos también fue cuestionada cuando los ciudadanos comenzaron a cuestionar la legalidad de la Guerra de Vietnam.

#### 2000: Bush v. Gore
En las elecciones presidenciales de los Estados Unidos del año 2000, Bush perdió el voto popular pero aun así ganó el voto electoral. Muchos ciudadanos de los Estados Unidos no creían que esto fuera correcto. La legitimidad de los Estados Unidos se puso en tela de juicio después de la decisión del Tribunal Supremo, Bush v. Gore. Mientras que algunos creen que la legitimidad de la presidencia se puso en tela de juicio, otros creen que la legitimidad del tribunal se puso en peligro después de que se emitió la decisión. A raíz de la decisión, seiscientos setenta y cinco profesores de derecho se pronunciaron contra la decisión en The New York Times.

## Recuperación de la legitimidad
Cuando un agente pierde legitimidad, el público ya no confía en el agente para mantener un contrato social. Sin el contrato social, los derechos naturales del pueblo, como la vida, la libertad y la propiedad, están en peligro. Por lo tanto, generalmente interesa tanto al pueblo como al agente terminar con la crisis de legitimación. Hay varias maneras de terminar con una crisis de legitimación, pero actualmente no existe una teoría unificada en cuanto al mejor método. Aunque el agente podría ser reemplazado, como se ve en muchos de los ejemplos anteriores y efectivamente poner fin a la crisis de legitimación, esta sección se centrará en la resolución de conflictos de la crisis. En esta situación, el agente que buscaba la legitimidad antes de la crisis recupera la legitimidad.
Un agente puede recuperar legitimidad de dos maneras:
1. Restablecer la base: realinear las acciones políticas a los valores y normas sociales ampliamente aceptados. En 1956, en Montgomery, Alabama, el Boicot al Autobús de Montgomery que duró más de un año finalmente condujo a la derogación de la ordenanza local para la segregación en los autobuses. En este caso, al realinear las leyes para que encajaran con la opinión pública, el gobierno pudo recuperar la legitimidad.
2. Coaccionar la legitimidad: recurrir al capital para crear una "fuente material de poder".[89] En el genocidio de Ruanda en 1994, la pérdida de la legitimidad del gobierno provocó un estallido en el genocidio. Una de las facciones políticas, los hutus, mató a miles de miembros del partido tutsi. El FPR tuvo que depender del capital de la comunidad internacional, en forma de armas y dinero, y así pudo recuperar el control y la legitimidad en Ruanda.

## Cronología de las teorías de la legitimidad
| Tiempo           | Obra |
| ---------------- | --- |
| 423 B.C.         | Tucídides. Historia de la Guerra del Peloponeso |
| ca. 390 B.C.     | Platón. La República |
| ca. 335-323 B.C. | Aristóteles. Política Aristóteles. Ética a Nicómaco |
| 1517             | Machiavelo, N. Discursos sobre los Primeros Diez Libros de Titus Livius |
| 1537             | Machiavelo. N. El Príncipe |
| 1690             | Locke, J. Dos tratados sobre el gobierno civil |
| 1762             | Rousseau, J. J. El Contrato Social |
| 1845-1847        | Marx, K., & Engels, F. La Ideología alemana |
| 1918             | Weber, M. Economía y Sociedad |
| 1940             | Mills, C. W. "Acciones y Vocabularios" |
| 1947             | Gramsci, Un. Selección de las Libretas de Prisión |
| 1958             | Austin, J. L. "Un Descargo por Excusas" Parsons, T. "Autoridad, Legitimación, y Acciones Políticas"                                                                                                  |
| 1959             | French, J.R.P., & Raven, B. "Las Bases de Poder Social" Lipset, S. M. "Algunos Requisitos Sociales de la Democracia: Desarrollo Económico y Legitimidad Política"                                    |
| 1961             | Homans, G. C. Comportamiento social: Sus Formas Elementales |
| 1963             | Adams, J. S. "Hacia una Garantía de Injusticia" Blau, P. "Comentarios críticos sobre la Teoría de Legitimidad de Weber"                                                                              |
| 1965             | Easton, D. Un Análisis de Sistemas de Vida Política |
| 1966             | Berger, P., & Luckmann, T. La Construcción Social de Realidad |
| 1968             | Scott, M. B., & Lyman, S. M. "Cuentas" Stinchcombe, Un. Construyendo Teorías Sociales |
| 1972             | Berger, J., Zelditch, M., Cohen, B. P., & Anderson, B. "Aspectos estructurales de la Justicia Distributiva: Una Formulación del Valor del Estado"                                                    |
| 1975             | Dornbusch, S. M., & Scott, W. R. Evaluación y el Ejercicio de Autoridad Gamson, W. Un. La Estrategia de Protesta Social Habermas, J. Legitimation Crisis                                             |
| 1977             | McCarthy, J. D., & Zald, M. N. "Movilización de recursos y Movimientos Sociales: Una Teoría Parcial" Meyer, J. W., & Rowan, B. "Organizaciones Institucionales: Estructura Formal, Mito y Ceremonia" |
| 1978             | Linz, J. Crisis, Desglose, y Reequilibrio Tilly, C. De la Movilización a la Revolución Walter, E., Walster, G. W., y Berscheid, E. Equidad: Teoría y Búsqueda                                        |
| 1979             | Meyer, J. W., & Hannan, M. Desarrollo nacional y el Sistema Mundial: Educativo, Económico, y Cambio Político, 1950-1970                                                                              |
| 1980             | Lerner, M. J. La Creencia en un Último Mundo: Una Desilusión Fundamental |
| 1984             | Zelditch, M., & Walker, H. "Legitimidad y la Estabilidad de la Autoridad" |
| 1986             | Ridgeway, C., & Berger, J. "Expectativas, Legitimidad, y Comportamiento Dominante en Tareas de Grupos"                                                                                               |
| 1994             | Jost, J. T., & Banaji, M. R. "La Función del estereotipo en Sistema-Justificación y la Producción de Consciencia Falsa"                                                                              |
| 1996             | Sewell, W. H., Jr. "Acontecimientos históricos como Transformaciones de Estructuras: Inventando la Revolución en la Bastilla"                                                                        |
| 1998             | Berger, J., Ridgeway, C., Fisek, M. H., & Norman, R. Z. "Legitimación y Deslegitimación del Poder y Órdenes de Prestigio" Zelditch, M., & Floyd, Un. S. "Consenso, Disenso, y Justificación"         |

Fuente: la Psicología de La Legitimidad Emergente: Perspectivas de la Ideología, de la Justicia y las Relaciones Intergrupales.